# Gosë
Gosë è una frazione del comune di Rrogozhinë in Albania (prefettura di Tirana).
Fino alla riforma amministrativa del 2015 era comune autonomo, dopo la riforma è stato accorpato, insieme agli ex-comuni di Kryevidh, Lekaj e Sinaballaj a costituire la municipalità di Rrogozhinë.

## Località
Il comune era formato dall'insieme delle seguenti località:
- Gose e Madhe
- Gose e Vogel
- Kalush
- Kercukaj
- Vile-Balle